# 卡斯泰尔福尔泰
卡斯泰尔福尔泰（義大利語：Castelforte），是意大利拉蒂纳省的一个市镇。总面积29.99平方公里，人口4489人，人口密度149.7人/平方公里（2009年）。ISTAT代码为059004。